# Candy People
Candy People är ett svenskt företag som tillverkar konfekt. Företaget grundades 1982 av Tore Olausson och har sitt huvudkontor i Malmö. Candy People tillverkar bland annat Sura Colanappar, S-märken, Skumtomtar, Geléhallon och Lakritsbåtar.